# Surjektivna preslikava
Súrjektivna preslikáva ali surjékcija je v matematiki preslikava {\displaystyle f:{A\rightarrow B}}, pri kateri je vsak element iz množice {\displaystyle B} slika vsaj enega elementa iz množice {\displaystyle A}:
{\displaystyle \forall y\in B,\exists x\in A:y=f(x)}.
Če je {\displaystyle f} surjektivna preslikava, rečemo tudi, da {\displaystyle f} preslika množico {\displaystyle A} na množico {\displaystyle B}.
Množica {\displaystyle B} je lahko načeloma poljubna množica, vendar najpogosteje privzamemo, da je {\displaystyle f} realna funkcija in da je torej {\displaystyle B} množica realnih števil. Realna funkcija {\displaystyle f} je surjektivna, če je zaloga vrednosti enaka množici realnih števil: {\displaystyle {\mathcal {Z}}_{f}=\mathbb {R} }.
Zgledi:
- Zgoraj surjektivna funkcija, spodaj nesurjektivna funkcijaRealna funkcija {\displaystyle f(x)=x^{3}} je surjekcija, saj rezultati kubiranja pokrijejo celotno množico realnih števil.
- Realna funkcija {\displaystyle f(x)=x^{2}} ni surjekcija, saj nobeno negativno število ni rezultat kvadriranja.
- Realna funkcija {\displaystyle f(x)=2^{x}} ni surjekcija, saj nobeno negativno število ni rezultat te funkcije.